# Thieß Brammer

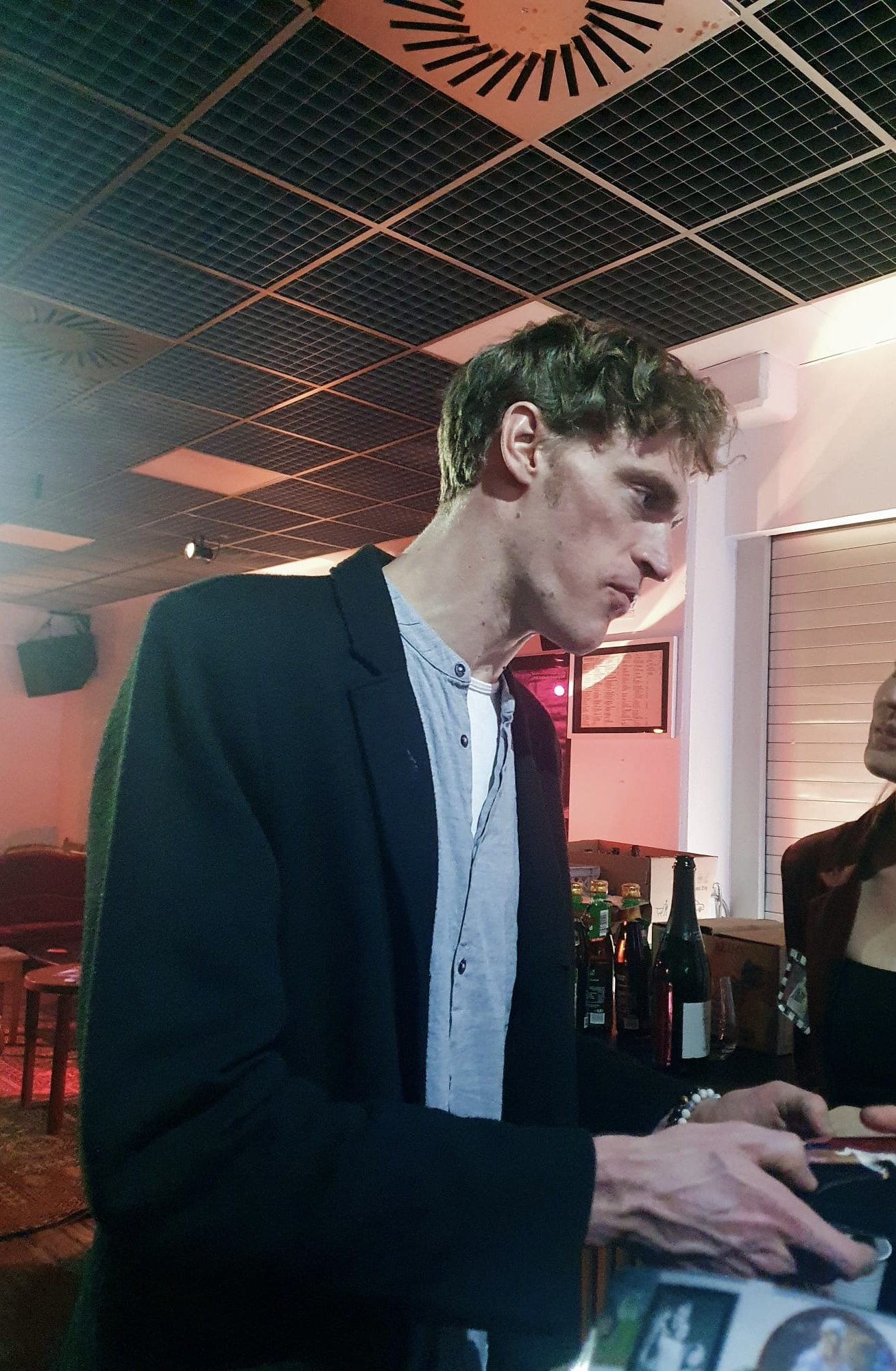
Thieß Brammer bei der Premiere der Uraufführung "Mutter.Liebe" von Susanne Heinrich (2024) am Theater Freiburg

Thieß Brammer (* 20. Juli 1990 in Berlin-Kreuzberg) ist ein deutscher Schauspieler.

## Leben und Ausbildung
Thieß Brammer wurde im Jahr 1990 in Berlin-Kreuzberg geboren und verbrachte seine Kindheit und Jugend in einem Dorf in Schleswig-Holstein. Bereits während seiner Schulzeit im Alter von 14 Jahren entdeckte Brammer seine Leidenschaft für Schauspiel im Theaterjugendclub des Schleswig-Holsteinischen Landestheaters.
Im Alter von 18 Jahren hatte er seine erste Kinorolle in Dorfpunks (2009). Nach dem Schulabschluss 2011 studierte er an der Hochschule für Schauspielkunst Ernst Busch in Berlin, wo er 2015 seinen Abschluss machte. Brammer absolvierte seine Schauspielausbildung im selbigen Jahrgang wie Anton von Lucke, Gabriel Schneider, Deleila Piasko, Nils Strunk, oder Moritz Kienemann. Bereits während seines Studiums trat er in verschiedenen Theaterproduktionen auf, darunter in Titus Andronicus von William Shakespeare an der Volksbühne Berlin.

## Karriere
Nach seinem Studium wurde Thieß Brammer Ensemblemitglied am Theater Oberhausen. Es folgten Produktionen wie GB84 unter Peter Carp, für die Brammer in der Rolle des Bergarbeiters Martin den Oberhausener Jurytheaterpreis erhielt. Als Peter Carp 2017 die künstlerische Leitung des Theater Freiburgs übernahm, folgte er ihm und wurde Mitglied des Freiburger Ensembles, in dem er bis heute wirkt. Es folgten Gastspiele in Polen und der Schweiz. In Eike Weinreichs kritischer Komödie UnRuhezeiten übernahm Brammer die Hauptrolle.
Brammer in der Rolle als Faust von Johann Wolfgang von Goethe wurde während der COVID-19-Pandemie in der Virtual Reality-Inszenierung von Krzysztof Garbaczewski beim SEGA Film Festival in New York gezeigt. 2024 spielte er in der Uraufführung von Der große Gopnik von Victor Jerofejew. In diesem Stück übernahm er die Hauptrolle. Seit Dezember 2024 übernimmt er in einem weiteren Klassiker der Literatur die Hauptrolle. In Franz Kafkas Der Prozess spielt Brammer die Rolle des Josef K. unter der Regie von Amir-Reza Koohestani.
Im Laufe seiner Karriere arbeitete er unter Regisseuren wie Ewelina Marciniak, Amir-Reza Koohestani, Susanne Heinrich, Lydia Bunk, Erna Ómarsdóttir, Christina Tscharyiski, Lily Sykes und Johannes Lepper. Im April 2025 feiert Thieß Brammer Premiere mit Rauflust oder Fifty Shades of Green unter der Regie und Stückentwicklung von Herbert Fritsch.

## Privatleben
Thieß Brammer lebt in Freiburg im Breisgau.

## Filmografie (Auswahl)
- 2008: Dorfpunks, Regie: Lars Jessen
- 2016: Von komischen Vögeln, Regie: Eike Weinreich
- 2017: UnRuhezeiten, Regie: Eike Weinreich
- 2022: Cudowne życie[12], Regie: Błażej Grzechnik

## Theater (Auswahl)
- 2013: Titus Andronicus, Regie: Sebastian Klink, Volksbühne Berlin
- 2015: Gefährliche Liebschaften, Bearbeitung für das Theater,  Regie: Lily Sykes, Theater Oberhausen
- 2016: GB84, Regie: Peter Carp, Theater Oberhausen
- 2017: Ein Sommernachtstraum, Regie: Ewelina Marciniak, Theater Freiburg
- 2018: Die Bartholomäusnacht, Bearbeitung für das Theater, Regie: Ewelina Marciniak, Theater Freiburg
- 2019: Kasimir und Karoline, Regie: Christina Tscharyiski, Theater Freiburg
- 2020: Das kalte Herz, Bearbeitung für das Theater, Regie: Michael Schachermaier, Theater Freiburg
- 2020: Der Widerspenstigen Zähmung, Regie: Ewelina Marciniak, Theater Freiburg
- 2021: Orpheus und Eurydike, Regie: Erna Ómarsdóttir, Theater Freiburg
- 2022: Faust I und II, Regie: Krzysztof Garbaczewski, Theater Freiburg und SEGA Filmfestival New York
- 2023: Das Wintermärchen, Regie: Yair Sherman, Theater Freiburg
- 2024: Mutter.Liebe, Regie: Susanne Heinrich, Theater Freiburg
- 2024: Der große Gopnik, Regie: Eike Weinreich, Theater Freiburg
- 2024: Die Familie Schroffenstein, Regie: Johannes Lepper, Theater Freiburg
- 2024: Peer Gynt, Regie: Yair Sherman, Theater Freiburg
- 2025: Der Prozess, Regie: Amir Reza Koohestani, Theater Freiburg
- 2025: Die Erwartung, Regie: Peter Carp, Theater Freiburg
- 2025: Rauflust oder Fifty Shades of Green, Regie: Herbert Fritsch, Theater Freiburg
- 2025: Macbeth, Regie: Johannes Lepper, Vorarlberger Landestheater Bregenz

## Auszeichnungen
- 2017: Jurytheaterpreis Theater Oberhausen[13]